# Cynometra engleri
Cynometra engleri är en ärtväxtart som beskrevs av Hermann August Theodor Harms. Cynometra engleri ingår i släktet Cynometra, och familjen ärtväxter. IUCN kategoriserar arten globalt som sårbar. Inga underarter finns listade i Catalogue of Life.